# 大東和華子
大東和 華子（おおとうわ はなこ、1991年3月24日 - ）は、ジョイスタッフ所属のフリーアナウンサー。

## 経歴、人物
広島県広島市出身。法政大学卒業後、2014年4月にテレビ山口に入社（同期入社には、永岡克也）。
週末ちぐまや家族にレギュラー出演しており、字幕では「はなこ」と紹介されている（似顔絵のイラストも付く）。
2020年3月末日を以て結婚準備のためにテレビ山口を退社。

## 過去の担当番組
- 週末ちぐまや家族[2]
- tysニュース
- tysニュースタイム（月1でローカル線の旅を担当）
- ちぐスマ!（水曜メインMC、2017年9月4日 - ）
- やまぐち情報ワイド やるっチャ!（ほぼ月1出演で準レギュラー）